# Mukar Czołponbajew
Mukar Szałtakowich Czołponbajew (kirg. Мукар Шалтакович Чолпонбаев; ur. 29 marca 1950, zm. 24 maja 2020 w Biszkeku) – kirgiski polityk, były minister sprawiedliwości Kirgistanu.

## Życiorys
W 1976 roku ukończył Narodowy Uniwersytet Kirgiski. W latach 1984–1991 pełnił funkcję zastępcy działu prawnego Rady Najwyższej Kirgiskiej Socjalistycznej Republiki Radzieckiej, a następnie awansował na kierownika działu prawnego. 
Po upadku Związku Radzieckiego, w latach 1991–1993 był szefem Departamentu Sprawiedliwości Obwodu Chuy oraz szefem Departamentu Administracji Prezydenta. Następnie pełnił funkcję ministra sprawiedliwości (1993-95) oraz przewodniczącego Zgromadzenia Ustawodawczego Kirgistanu (1995–1996). 
Czołponbajew zmarł 24 maja 2020 roku na COVID-19.